# Nizârites
Les nizârites, nizâriens, nizaris sont une communauté mystique chiite ismaélienne active entre la fin du XIe siècle et 1257.
Elle tire son nom de Nizar ben al-Mustansir, héritier désigné mais contesté d'Al-Mustansir Billah, 8e calife fatimide et 18e imam ismaélien de 1035 à 1094.
En 1094, à la suite d'une scission importante dans le chiisme ismaélien fatimide, une nouvelle prédication (da‘wa al-jadîda) fut organisée par Hasan-i Sabbâh, à partir du fort érigé sur le mont Alamût, au sud-ouest de la mer Caspienne.
À la fin du Moyen Âge, le développement de la communauté ismaélienne se poursuivit clandestinement sous le couvert du soufisme et a coïncidé avec l'essor de l’ismaélisme oriental (15 millions de fidèles de nos jours), avec à leur tête l'Aga Khan.
L'histoire des Nizari Isma'ili est souvent retracée à travers la chaîne héréditaire ininterrompue de tutelle, ou walayah, commençant avec le premier imam Ali Ibn Abi Talib, jusqu'à l'actuel imam, l'Aga Khan V.
Les nizârites affirment être les seuls musulmans à avoir un imam vivant et existant (non occulté), l'Aga Khan, descendant du prophète Mahomet, le fondateur de l'islam, et qu'en toute logique, leur imam et son imamat sont les seuls légitimes.[réf. nécessaire]
L'idéologie nizârite cherche à promouvoir « la paix entre les Hommes par l'exaltation du libre-arbitre »[réf. nécessaire].

## Origine
À l'origine, ceux qu'on appelle les nizâriens sont des adeptes de l'ismaélisme en Perse, c'est-à-dire une communauté chiite minoritaire dans une région sous la tutelle de vizirs sunnites. Sous la direction de leur chef charismatique Hassan-i Sabbâh, parfois surnommé « le Vieux de la Montagne », les ismaéliens prennent le contrôle du fort d'Alamût en 1090 et étendent leur influence en Iran ainsi qu'en Syrie.
Après la mort du calife fatimide Mustansir Billâh, en 1094, une grave scission se produit dans la communauté ismaélienne au sujet de la succession à l'imamat. Al-Mustansir aurait, selon la tradition nizârite, désigné son fils Nizâr comme héritier ; par contre son jeune fils Ahmad gagne l'appui de son beau-père, le vizir Al-Afdhal, qui le place sur le trône avec le titre d'Al-Musta‘lî.
Selon la version nizarite, l'imam Nizâr, après s'être réfugié à Alexandrie, est attaqué à plusieurs reprises par le vizir Al-Malik al-Afdhal. Finalement l'armée d'Al-Afdhal arrête Nizâr et son gouverneur, et ils sont menés devant Al-Musta‘lî. Le gouverneur est tué sur-le-champ et l'imâm Nizâr meurt emprisonné en 1097. Avant de mourir, Nizâr désigne son fils Al-Hâdî pour lui succéder au trône de l'imamat et ce dernier rejoint Hasan ibn Sabbâh à Alamût. L’Empire fatimide était très affaibli par la crise économique et le manque d’unité parmi les ismaéliens. De plus, le pouvoir militaire entre les mains initialement du vizir Badr al-Jamâlî (un ancien esclave arménien) puis de son fils Al-Afdhal, commençait à décliner, alors que le pouvoir à Alamût subsistera jusqu'au XIIIe siècle.
Hasan-i Sabbâh et les ismaéliens de Perse font allégeance à Nizâr et à sa descendance. Les ismaéliens nizaristes s'emparent de la forteresse de Qadmûs (la Cademois pour les croisés) dans la région du Jabal Bahrâ‘ en 1132 ; Masyâf, la place forte la plus importante, est prise en 1140-1141. C'est ainsi que les ismaéliens nizâriens de Syrie furent dirigés par des délégués envoyés par les seigneurs d'Alamût ; le plus célèbre d'entre eux était Rachid ad-Din Sinan (1162-1192) qui dirigea la prédication (da‘wa) ismaélienne en Syrie. Ces ismaéliens nizaristes sont aussi appelés bâtinîs car ils professent une lecture ésotérique du Coran, le coran bâtin étant le côté secret des choses[réf. nécessaire].
Selon Vladimir Ivanov et Henry Corbin, le petit-fils de Nizâr (Al-Muhtadî ?) aurait été amené à la forteresse d'Alamût par Hasan ibn Sabbâh, qui dirigea la campagne nizârienne au nom de l'imam. La situation était analogue à la période de clandestinité (dawr al-satr), qui prévalait avant la montée des fâtimides, car les imâms restaient cachés (mastûr) à la vue du public pour éviter les persécutions dont ils étaient l’objet. Cette période de l'histoire est très confuse, car nous avons très peu de sources historiques ismaéliennes, la majorité des documents disponibles sont ceux écrits par les historiens sunnites, les plus âpres adversaires des ismaéliens nizâriens. Ces derniers croient que la descendance de Nizâr a survécu mais elle est demeurée cachée du public pour éviter les persécutions. Durant cette période d’incertitude Hasan-i Sabbâh était le représentant officiel qui entretenait une relation privilégiée avec l’imam pour mener la communauté à travers cette période turbulente.
Ainsi les historiens sunnites, ‘Atâ-Malik Juwaynî (gouverneur de Bagdad), Rashid al-din Fadl Allah (vizir des Houlagides Ghazan et Oldjaïtou) et l'auteur du livre intitulé Sargudhasht-i Sayyidnâ nous ont rapporté une version partielle et non objective de l'ismaélisme qui s’est développé à Alamût. Hasan ibn Sabbâh était à la fois un homme politique et religieux. Selon le philosophe Christian Jambet, « il créa un réseau de forteresses, permettant de contrôler le territoire alentour, réseau qui, consolidé à partir de 1124 par son successeur Kiya Buzurg-Ummîd, comprenait des zones telles le Rudbar avec Alamût, centre de la nouvelle convocation, le Daylam et la région de Qazvin, le fief de Gerdkûh plus à l'est, non loin de Damghan, la région de Ray, quelques positions au Khuzestan, une forte implantation au Kouhistan, entre Nichapur et Qâ’in. » Les régions appartenant aux ismaéliens nizâriens faisaient face aux différentes attaques de l’armée Saljûqs, de plus les Abbassides voulaient isoler les nizâriens afin de les faire disparaître de la région.
Le fils de Kiya Buzurg-Ummîd, Muhammad II (en), entreprit en 1138 de consolider le petit territoire nizârien, jusqu’à sa mort en 1162. Par la suite, comme la période était plus favorable et plus paisible, l’imâm Hasan ‘Alâ Dhikrihi al-Salâm, le descendant légitime de Nizâr, assuma pleinement la responsabilité l’administration de l’État nizârien.

## La«Grande Résurrection»
En 1162, Hasan II succède à son père (Al-Qâhir). Il va totalement bouleverser les conceptions religieuses nizâriennes. Le 8 août 1164, il proclame la « Résurrection des Résurrections » (Qiyâmât al-Qiyâmât) devant une assemblée de croyants réunis à Alamût. Cette proclamation initiait les croyants au sens caché (bâtin) de la révélation afin de dévoiler la vérité (haqîqat), elle avait pour conséquence la levée de la loi religieuse (sharî‘a), non pas en l’abolissant mais en la considérant comme une étape préliminaire avant de la parachever avec la signification intérieure. Le cycle prophétique de Mahomet désormais achevé, les imams avaient pour mission de dévoiler le sens caché, en expliquant la dimension intérieure du Coran, en allant au sens premier, c’est-à-dire à la source de la révélation.
L’ismaélien nizârien Abû Ishâq-i Qohistânî, de la fin du XVe siècle, rapporte un extrait de la Grande Résurrection :

« Ô vous, les êtres qui peuplez les univers ! Vous, génies, hommes et anges ! Sachez que Mawlâ-nâ (notre Seigneur) est le Résurrecteur (Qâ’im al-Qiyâma). Il est le Seigneur des êtres, il est le Seigneur qui est l’existence absolue (wujûd mutlaq), excluant ainsi toute détermination existentielle, car il les transcende toutes. Il ouvre la porte de sa miséricorde, et par la lumière de sa connaissance il fait que tout être soit voyant, entendant, parlant, vivant pour l’éternité. »

Le règne de Hasan ‘Alâ Dhikrihi al-Salâm est bref, il est tué par blessure en 1166. Son successeur l'imam Nûr al-dîn Muhammad poursuit cette mission spirituelle jusqu'en 1210. L’imam suivant, Jalâl al-dîn Hasan, proclame que la communauté entre à nouveau dans une période de clandestinité (satr). Hasan III (en) met plus d’emphase sur la sharî‘a afin d'établir de bonnes relations avec les sunnites, ce qui lui permet d'acquérir de nouveaux territoires. Son fils Muhammad III donne un peu moins d'importance à la sharî‘a, il restructure la doctrine et la pratique de la dissimulation de la foi (taqiyya) est rétablie pour entrer de nouveau en période de clandestinité (satr).

## Le déclin
L'État ismaélien à Alamût prend fin au XIIIe siècle avec l'invasion des Mongols dirigée par le conquérant Houlagou Khan. Rukn ad-Dîn Khurshâh est assassiné au cours de cette invasion vers 1255-1256. L'ismaélisme nizârien se perpétue en Perse, caché sous le manteau du soufisme ; un début d'émigration vers l'Inde s'amorce. Une partie des nizâriens préfère rester sur place puis migrer vers l'ouest.

« Je quittai cette ville, et je passai par le château de Kadmoûs, puis par celui de Maïnakah, celui d’Ollaïkah, dont le nom se prononce comme le nom d’unité d’ollaïk, et celui de Misyâf, et enfin par le château de Cahf. Ces forts appartiennent à une population qu’on appelle Elismâïliyah ; on les nomme aussi Elfidâouiyah ; et ils n’admettent chez eux aucune personne étrangère à leur secte. Ils sont, pour ainsi dire, les flèches du roi Nâcir, avec lesquelles il atteint les ennemis qui cherchent à lui échapper en se rendant dans l’Irâk, ou ailleurs. Ils ont une solde ; et quand le sultan veut envoyer l’un d’eux pour assassiner un de ses ennemis, il lui donne le prix de son sang ; et s’il se sauve après avoir accompli ce qu’on exigeait de lui, cette somme lui appartient ; s’il est tué, elle devient la propriété de ses fils. Ces Ismaéliens ont des couteaux empoisonnés, avec lesquels ils frappent ceux qu’on leur ordonne de tuer. »

— Ibn Battûta, op. cit., vol. I (lire en ligne), p. 157-158.

## Les descendants
On connaît mal l’histoire des nizâriens dans la période qui suivit les destructions et les massacres des Mongols. Ce qui reste de la communauté se disperse en groupes isolés et tente de survivre le plus discrètement possible, toujours sous la menace de persécutions des sunnites. Le mouvement connaît une certaine résurgence au XVe siècle. La petite ville iranienne d’Anjudan (en) est choisie comme siège de la communauté et des missionnaires sont envoyés en Inde et en Asie centrale.
Au XIXe siècle, Hasan ‘Alî Shâh, imam héritier de la longue succession des imams ismaéliens nizâriens, reçoit le titre d’Aga Khan des mains du Shâh d’Iran. Obligé de quitter l’Iran pour des raisons politiques, Hasan ‘Alî Shâh s’installe en Inde. L'administration britannique impose aux Khôjas de le reconnaître comme leur imam, beaucoup refusent. Depuis 2025, l'Aga Khan V dirige la communauté ismaélienne.
Selon Carole Faucher, professeure à la Graduate School of Education de l'université Nazarbayev au Kazakhstan, on trouve de nos jours deux grandes communautés ismaéliennes nizârites : une dans les vallées des massifs montagneux de l'Hindou Kouch, du Karakoram et du Pamir, l'autre représentée par les Khojas, des descendants de convertis hindous du nord de l'Inde.

## Les imams nizâriens aux

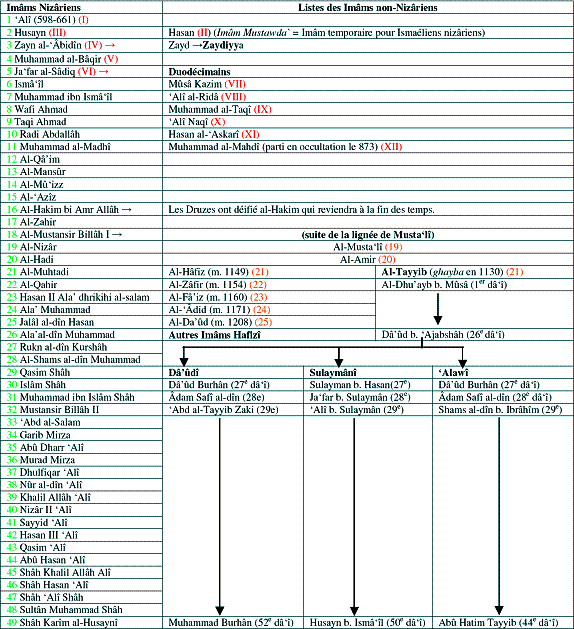
Imams ismaéliens.

### Jean de Joinville et Louis

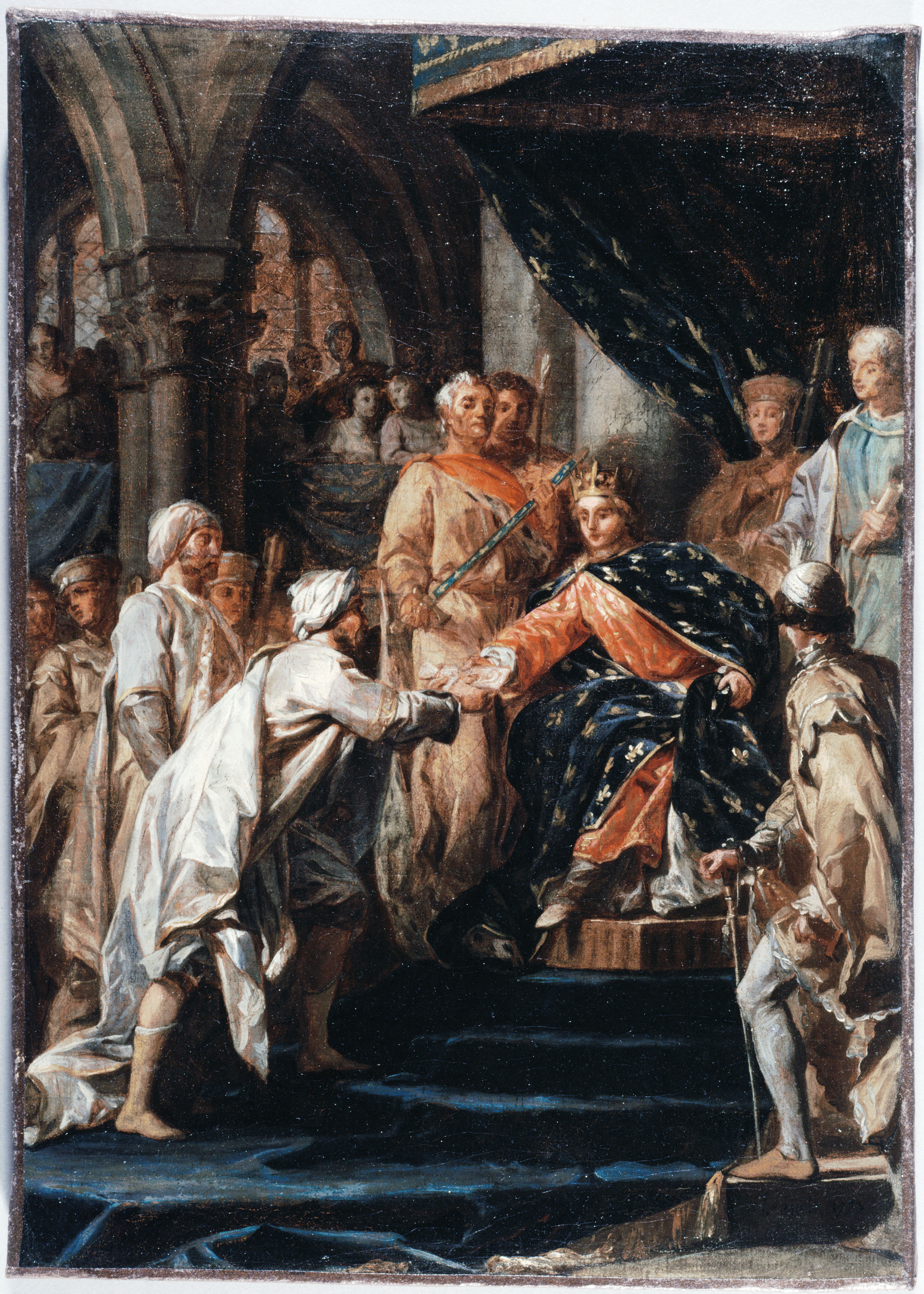
Saint Louis recevant les messagers du Vieux de la Montagne, Nicolas Guy Brenet, vers 1773, musée Carnavalet (Paris).

## Les imams nizâriens auxXIeetXIIesiècles
| Règne       | Imam                                    | Représentant de l’imam         | Région(s)      |
| ----------- | --------------------------------------- | ------------------------------ | -------------- |
| 1094-1095   | Nizâr                                   | Hassan ibn al-Sabbâh           | Perse          |
| 1095-1096 ? | `Alî ben Nizâr al-Hâdî                  | Hassan ibn al-Sabbâh           | Perse et Syrie |
| 1096 ?-1124 | al-Muhtadî ?                            | Hassan ibn al-Sabbâh           | Perse et Syrie |
| 1124-1138   | Al-Môhtadî ben al-Hâdî                  | Kiya Buzurg-Ummîd              | Perse et Syrie |
| 1138-1162   | Al-Qâhir ben el-Môhtadî bi-Ahkâmî’l-Lâh | Muhammad ben Kiya Buzurg-Ummîd | Perse et Syrie |
| 1162-1166   | Hasan II ‘Alâ Dhikrihi al-Salâm         | Rachid ad-Din Sinan            | Perse et Syrie |
| 1166-1210   | Muhammad II Imâm Nûr’ûd-Dîn             |                                | Perse et Syrie |
| 1210-1221   | Hasan III Imâm Jalâl ad-Dîn             |                                | Perse et Syrie |
| 1221-1255   | Muhammad III Imâm ‘Alâ ad-Dîn           |                                | Perse et Syrie |
| 1255-1257   | Rukn ad-Dîn Khurshâh                    |                                | Perse et Syrie |